# Maciej Górski (piłkarz)
Maciej Górski (ur. 1 marca 1990 w Warszawie) – polski piłkarz grający na pozycji napastnika w klubie Podbeskidzie Bielsko-Biała.  

## Kariera klubowa
Jako junior występował w czterech klubach: Mazowszu Miętne, Agrykoli Warszawa, KS Piasecznie i Amice Wronki. W rundzie wiosennej sezonu 2005/2006 znajdował się w kadrze grającej w lidze okręgowej drugiej drużyny KS Piaseczno. W rundzie wiosennej sezonu 2006/2007 został włączony do kadry trzecioligowej Amiki Wronki.
W 2008 przeszedł do Legii Warszawa. W jej barwach 23 kwietnia 2010 zadebiutował w Ekstraklasie w meczu z Piastem Gliwice (3:0), w którym w 72. minucie zmienił Marcina Mięciela. Będąc zawodnikiem Legii występował jednak przede wszystkim w Młodej Ekstraklasy, w której do połowy sierpnia 2010 rozegrał 42 mecze i zdobył 14 bramek. W sezonie 2010/2011 przebywał na wypożyczeniu w GKP Gorzów Wielkopolski, w barwach którego rozegrał 18 meczów w I lidze i strzelił dwa gole. W maju 2011 powrócił do Legii, ponownie grając głównie w Młodej Ekstraklasie.
W 2012 został zawodnikiem Arki Gdynia. W rundzie jesiennej sezonu 2012/2013 rozegrał 10 meczów w I lidze. Na początku marca 2013 rozwiązał kontrakt z Arką i przeszedł do Sandecji Nowy Sącz. Przez następne półtora sezonu rozegrał w jej barwach 34 mecze w I lidze, w których zdobył dwie bramki. W sezonie 2014/2015 występował w Zniczu Pruszków, dla którego w 33 spotkaniach strzelił 15 goli i zajął 4. miejsce w klasyfikacji najlepszych strzelców II ligi. W sezonie 2015/2016 był graczem Chrobrego Głogów, w barwach którego zdobył 15 bramek w 28 meczach, zajmując 2. miejsce w klasyfikacji najlepszych strzelców I ligi.
Pod koniec maja 2016 podpisał trzyletni kontrakt z Jagiellonią Białystok. Zadebiutował w niej 16 lipca 2016 w meczu z Legią Warszawa (1:1), w którym w 58. minucie zmienił Karola Mackiewicza. Pierwszego gola, będącego jednocześnie pierwszą bramką w Ekstraklasie, strzelił 23 lipca 2016 w wygranym spotkaniu z Ruchem Chorzów (4:1). W rundzie jesiennej sezonu 2016/2017 rozegrał w najwyższej klasie rozgrywkowej 10 meczów (w większości spotkań wchodząc na boisko z ławki rezerwowych). W połowie stycznia 2017 został wypożyczony na rok do Korony Kielce. Kielecki klub zapewnił sobie w umowie opcję transferu definitywnego i przedłużenia kontraktu o półtora roku. W Koronie zadebiutował 11 lutego 2017 w przegranym meczu z Wisłą Kraków (0:2), w którym w 80. minucie zmienił Nabila Aankoura. Pierwszego gola dla kieleckiej drużyny zdobył 19 marca 2017 w wygranym spotkaniu z Cracovią (3:0). Rundę wiosenną sezonu 2016/2017 zakończył z jedenastoma występami i jedną bramką na koncie. W sezonie 2017/2018 rozegrał w Ekstraklasie 14 meczów i zdobył dwa gole: 23 września 2017 strzelił bramkę w meczu z Wisłą Kraków (2:1), a 30 października 2017 w spotkaniu z Lechią Gdańsk (5:0). Ponadto zdobył gola w meczu 1/4 finału Pucharu Polski z Zagłębiem Lubin (1:0). W grudniu 2017 zarząd kieleckiego klubu zadecydował, że nie przydłuży wypożyczenia Górskiego i ten wrócił do Jagiellonii. Został następnie wypożyczony do Chojniczanki Chojnice, w której w ciągu pół sezonu rozegrał w I lidze 13 meczów i strzelił dwie bramki.
W połowie czerwca 2018 podpisał roczny kontrakt z Koroną Kielce. W sezonie 2018/2019 pojawił się na boisku w 15 meczach Lotto Ekstraklasy i strzelił w nich dwa gole.
W czerwcu 2019 związał się z Radomiakiem, beniaminkiem Fortuna 1. Ligi, rocznym kontraktem z opcją przedłużenia na kolejne 12 miesięcy.

## Kariera reprezentacyjna
9 czerwca 2010 wystąpił w barwach reprezentacji Polski U-21 w meczu z Luksemburgiem (0:1), w którym na początku drugiej połowy zmienił Mikołaja Lebedyńskiego.

## Statystyki
| Klub                           | Sezon              | Liga               | Liga | Liga | Puchar Polski | Puchar Polski | Razem | Razem |
| Klub                           | Sezon              | Liga               | M    | B    | M             | B             | M     | B     |
| ------------------------------ | ------------------ | ------------------ | ---- | ---- | ------------- | ------------- | ----- | ----- |
| Legia Warszawa                 | 2009/2010          | Ekstraklasa        | 2    | 0    | 0             | 0             | 2     | 0     |
| GKP Gorzów Wielkopolski (wyp.) | 2010/2011          | I liga             | 18   | 2    | 2             | 2             | 20    | 4     |
| Legia Warszawa                 | 2011/2012          | Ekstraklasa        | 2    | 0    | 1             | 0             | 3     | 0     |
| Legia Warszawa                 | Legia Warszawa     | Legia Warszawa     | 4    | 0    | 1             | 0             | 5     | 0     |
| Arka Gdynia                    | 2012/2013 (j)      | I liga             | 10   | 0    | 1             | 0             | 11    | 0     |
| Sandecja Nowy Sącz             | 2012/2013 (w)      | I liga             | 13   | 1    | –             | –             | 13    | 1     |
| Sandecja Nowy Sącz             | 2013/2014          | I liga             | 21   | 1    | 3             | 0             | 24    | 1     |
| Sandecja Nowy Sącz             | Sandecja Nowy Sącz | Sandecja Nowy Sącz | 34   | 2    | 3             | 0             | 37    | 2     |
| Znicz Pruszków                 | 2014/2015          | II liga            | 33   | 15   | 6             | 4             | 39    | 19    |
| Chrobry Głogów                 | 2015/2016          | I liga             | 28   | 15   | 1             | 0             | 29    | 15    |
| Jagiellonia Białystok          | 2016/2017 (j)      | Ekstraklasa        | 10   | 1    | 1             | 0             | 11    | 1     |
| Korona Kielce (wyp.)           | 2016/2017 (w)      | Ekstraklasa        | 11   | 1    | –             | –             | 11    | 1     |
| Korona Kielce (wyp.)           | 2017/2018 (j)      | Ekstraklasa        | 14   | 2    | 2             | 1             | 16    | 3     |
| Korona Kielce (wyp.)           | Korona Kielce      | Korona Kielce      | 25   | 3    | 2             | 1             | 27    | 4     |
| Chojniczanka Chojnice (wyp.)   | 2017/2018 (w)      | I liga             | 13   | 2    | –             | –             | 13    | 2     |
| Korona Kielce                  | 2018/2019          | Ekstraklasa        | 12   | 2    | 1             | 0             | 13    | 2     |
| Radomiak Radom                 | 2019/2020          | I liga             | 31   | 2    | 0             | 0             | 31    | 2     |
| Pogoń Siedlce                  | 2020/2021          | II liga            | 24   | 9    | 1             | 0             | 25    | 9     |
| Pogoń Siedlce                  | 2021/2022          | II liga            | 27   | 16   | 3             | 2             | 30    | 18    |
| Resovia                        | 2022/2023          | I liga             | 32   | 4    | 3             | 1             | 35    | 5     |
| Resovia                        | 2023/2024          | I liga             | 22   | 6    | 2             | 2             | 24    | 8     |
| Resovia                        | 2024/2025 (j)      | II liga            | 17   | 11   | 2             | 1             | 19    | 12    |
| Podbeskidzie Bielsko-Biała     | 2024/2025 (w)      | II liga            | 0    | 0    | 0             | 0             | 0     | 0     |
| Stan na 10 stycznia 2025       |                    |                    |      |      |               |               |       |       |

## Sukcesy
Legia Warszawa
- Puchar Polski: 2011/2012

Indywidualne
- 2. miejsce w klasyfikacji najlepszych strzelców I ligi: 2015/2016 (15 goli w 28 meczach; Chrobry Głogów)[4]
- 4. miejsce w klasyfikacji najlepszych strzelców II ligi: 2014/2015 (15 goli w 33 meczach; Znicz Pruszków)[3]